# Wabern (Hesse)
Wabern é um município da Alemanha, situado no distrito de Schwalm-Eder, no estado de Hesse. Tem 51,4 km² de área, e sua população em 2019 foi estimada em 7.303 habitantes.